# Lucía Moral
Lucía Moral (Córdoba, 11 de febrero de 2004) es una futbolista española. Juega de delantera y su equipo actual es el Sevilla F. C. Es doble campeona de Europa sub-19. Ganó la Copa de la Reina con el Atlético de Madrid en 2023.

## Trayectoria
Lucía Moral empezó a jugar en la Asociación Deportiva Naranjo, que fue absorbida por el Córdoba C. F. en 2018. Debutó con 15 años con el primer equipo que jugaba en Segunda División en octubre de 2019. Empezó a ser convocada por las categorías inferiores de la selección española. Firmó su primer contrato profesional em marzo de ese mismo año. En la temporada 2020-21 fue abriéndose paso en el equipo, marcando 8 goles en 18 encuentros de liga. Con el conjunto blanquiverde lograron el ascenso a Primera Federación en la temporada 2021-22, ya asentada con 29 partidos disputados y 6 goles marcados.
En 2022 fichó por el Atlético de Madrid, y debutó en Primera División el 25 de septiembre ante el Deportivo Alavés participando en la jugada del gol que dio la victoria en el último minuto por 1-0. En el primer tramo de la temporada dispuso de varias oportunidades saliendo desde el banquillo. Dio una asistencia ante el Sporting de Huelva y marcó su primer gol ante el Athletic Club el 29 de octubre de 2022. En diciembre de 2022 la emisora Onda Cero le otorgó el premio a la mejor deportista en progresión de Córdoba. Durante la temporada dispuso de pocos minutos y empezó a jugar algunos partidos con el filial. El 1 de abril de 2023 jugó la segunda mitad ante el Valencia C. F. y fue la protagonista del partido al forzar un penalti, marcar dos goles y dar una asistencia de gol. Esa actuación le abrió la puerta a la titularidad y fue elegida mejor jugadora del equipo de abril. El equipo no fue regular durante la temporada y acabó en cuarta posición en liga. En la Copa de la Reina se clasificaron de forma sólida para la final, en la que se enfrentaron al Real Madrid en el Estadio de Butarque de Leganés y fue suplente y protagonista al iniciar la remontada de un 2-0 adverso con un gol en el minuto 88. El equipo ganó el trofeo en la tanda de penaltis.
En la temporada 2023-24 tuvo menos oportunidades, jugando los últimos minutos de varios partidos. En el mes de enero cayeron eliminadas en la semifinal de la Supercopa y en el mes de febrero tuvieron varios duelos directos en liga en los que no se obtuvieron buenos resultados y se distanciaron de los puestos de cabeza. Tras la eliminación de Copa en semifinales y un mal resultado liguero Manolo Cano fue destituido y lo sustituyó el entrenador del segundo filial Arturo Ruiz. Encadenaron varias victorias consecutivas y finalmente lograron el objetivo de clasificarse para la Liga de Campeones tras ser terceras en liga.
En la temporada 2024-25 jugó cedida en el Sevilla, con el rendimiento mermado por las lesiones. A su regreso al Atlético de Madrid acordó la rescisión de su contrato, y permaneció en el Sevilla.

## Selección nacional
En enero de 2020 debutó con la selección sub-17 en un amistoso ante Alemania. En febrero jugó tres partidos en el Torneo de Desarrollo de la UEFA, en los que marcó un gol. Posteriormente las competiciones se cancelaron debido a la pandemia de Covid-19.
El 19 de junio de 2022 debutó con la selección sub-19 en un amistoso ante Italia. El 9 de junio de 2022 fue convocada para disputar la fase final del Campeonato Europeo de República Checa. Fue suplente en el primer partido ante Italia, con victoria por 3-1. A pesar de volver a ser suplente marcó dos goles en el segundo partido ante República Checa, ganaron por 5-0 mientras Francia e Italia empataban, con lo que se clasificaron automáticamente para las semifinales. Jugó unos minutos en el último partido de la fase de grupos, en el que empataron a un gol ante Francia, logrando así ser primeras de grupo. No participó en la semifinal ante Suecia en que ganaron por 1-0, ni en la final en la que ganaron en el descuento a Noruega, proclamándose campeonas de Europa.
En octubre de 2022 participó en Escocia en la Ronda 1 del Campeonato Europeo sub-19 de 2023, donde marco un doblete en la victoria por 6-0 ante las anfitrionas, y volvió a marcar en el tercer partido ante Finlandia, clasificándose para la siguiente ronda. En la Ronda 2 volvió a ser protagonista, marcando un doblete ante Bielorrusia (8-0), volviendo a marcar contra Eslovenia (6-0) y siendo titular de nuevo ante Inglaterra (1-0), clasificándose para la fase final del torneo.
En la ronda final, que se disputó en Bélgica, empezó de titular en la victoria por 3-0 sobre Islandia, y la derrota por 2-0 ante Francia. En el tercer encuentro salió desde el banquillo, pero dio una asistencia y marcó un doblete en la victoria por 7-0 sobre la República Checa. Con estos resultados se clasificaron para las semifinales como segundas de grupo y lograron una plaza para el Mundial. Volvió a ser suplente en el partido de semifinales en el que ganaron por 1-0 ante Países Bajos, y en la final ante Alemania, en la que tuvo que ser sustituida a los pocos minuta de entrar en juego por una lesión provocad por una fuerte entrada de las defensas alemanas. España ganó el partido en la tanda de penaltis, por lo que se proclamó campeona de Europa por segundo año consecutivo.

## Estadísticas

### Clubes
Actualizado al último partido jugado el 18 de mayo de 2025.
| Club | Div.          | Temporada     | Liga  | Liga  | Liga   | Copas nacionales(1) | Copas nacionales(1) | Copas nacionales(1) | Copas internacionales(2) | Copas internacionales(2) | Copas internacionales(2) | Total | Total | Total  | Media goleadora(3) |
| Club | Div.          | Temporada     | Part. | Goles | Asist. | Part.               | Goles               | Asist.              | Part.                    | Goles                    | Asist.                   | Part. | Goles | Asist. | Media goleadora(3) |
| --- | ------------- | ------------- | ----- | ----- | ------ | ------------------- | ------------------- | ------------------- | ------------------------ | ------------------------ | ------------------------ | ----- | ----- | ------ | ------------------ |
| Córdoba C. F. · España |               |               |       |       |        |                     |                     |                     |                          |                          |                          |       |       |        |                    |
| 2.ª | 2019-20       | 9             | 0     |       | -      | -                   | -                   | -                   | -                        | -                        | 9                        | 0     |       | 0      |                    |
| 2.ª | 2020-21       | 18            | 8     |       | -      | -                   | -                   | -                   | -                        | -                        | 18                       | 8     | 0     | 0.44   |                    |
| 2.ª | 2021-22       | 29            | 6     |       | 1      | 0                   | 0                   | -                   | -                        | -                        | 30                       | 6     | 0     | 0.20   |                    |
| Total club | Total club    | 56            | 14    |       | 1      | 0                   | 0                   |                     |                          |                          | 57                       | 14    | 0     | 0.25   |                    |
| Atlético de Madrid B · España |               |               |       |       |        |                     |                     |                     |                          |                          |                          |       |       |        |                    |
| 2ª. RFEF | 2022-23       | 2             | 1     |       | -      | -                   | -                   | -                   | -                        | -                        | 2                        | 1     |       | 0.50   |                    |
| Total club | Total club    | 2             | 1     |       |        |                     |                     |                     |                          |                          | 2                        | 1     |       | 0.50   |                    |
| Atlético de Madrid · España |               |               |       |       |        |                     |                     |                     |                          |                          |                          |       |       |        |                    |
| 1.ª | 2022-23       | 18            | 5     | 2     | 3      | 1                   | 1                   | -                   | -                        | -                        | 21                       | 6     | 3     | 0.26   |                    |
| 1.ª | 2023-24       | 18            | 2     | 0     | 3      | 0                   | 0                   | -                   | -                        | -                        | 21                       | 2     | 0     | 0.10   |                    |
| Total club | Total club    | 36            | 7     | 2     | 6      | 1                   | 1                   |                     |                          |                          | 42                       | 8     | 3     | 0.19   |                    |
| Sevilla · España |               |               |       |       |        |                     |                     |                     |                          |                          |                          |       |       |        |                    |
| 1.ª | 2024-25       | 19            | 1     | 2     | 1      | 1                   | 0                   | -                   | -                        | -                        | 20                       | 2     | 2     | 0.10   |                    |
| Total Sevilla | Total Sevilla | 19            | 1     | 2     | 1      | 1                   | 0                   |                     |                          |                          | 20                       | 2     | 2     | 0.10   |                    |
| Total carrera | Total carrera | Total carrera | 113   | 23    | 4+     | 8                   | 2                   | 1                   |                          |                          |                          | 121   | 25    | 5+     | 0.20               |
| (1) Incluye datos de Copa de la Reina y la Supercopa. (2) Incluye datos de Liga de Campeones Femenina de la UEFA. (3) No incluye goles en partidos amistosos. |               |               |       |       |        |                     |                     |                     |                          |                          |                          |       |       |        |                    |

### Selección
Actualizado al último partido jugado el 15 de septiembre de 2024.
| Selecciones | Año   | Continental(4) | Continental(4) | Continental(4) | Mundial | Mundial | Mundial | Amistosos (5) | Amistosos (5) | Amistosos (5) | Total | Total | Total  | Media goleadora |  |
| Selecciones | Año   | Part.          | Goles          | Asist.         | Part.   | Goles   | Asist.  | Part.         | Goles         | Asist.        | Part. | Goles | Asist. | Media goleadora |  |
| --- | ----- | -------------- | -------------- | -------------- | ------- | ------- | ------- | ------------- | ------------- | ------------- | ----- | ----- | ------ | --------------- |  |
| Sub-16 | 2020  |                |                |                |         |         |         | 3             | 1             | 0             | 3     | 1     | 0      | 0.33            |  |
| Sub-16 | Total |                |                |                |         |         |         | 3             | 1             | 0             | 3     | 1     | 0      | 0.33            |  |
| Sub-17 | 2020  |                |                |                |         |         |         | 1             | 0             | 0             | 1     | 0     | 0      | 0               |  |
| Sub-17 | Total |                |                |                |         |         |         | 1             | 0             | 0             | 1     | 0     | 0      | 0               |  |
| Sub-19 | 2022  | 6              | 5              | 1              |         |         |         | 1             | 0             | 0             | 7     | 5     | 1      | 0.72            |  |
| Sub-19 | 2023  | 8              | 5              | 2              |         |         |         | 5             | 4             | 0             | 13    | 9     | 2      | 0.69            |  |
| Sub-19 | Total | 14             | 10             | 3              |         |         |         | 6             | 4             | 0             | 20    | 14    | 3      | 0.70            |  |
| Sub-20 | 2024  |                |                |                | 5       | 1       | 0       | 2             | 0             | 0             | 7     | 1     | 0      | 0.14            |  |
| Sub-20 | Total |                |                |                | 5       | 1       | 0       | 2             | 0             | 0             | 7     | 1     | 0      | 0.14            |  |
| |       |                |                |                |         |         |         |               |               |               |       |       |        |                 |  |
| (4) Se incluyen Campeonatos Europeos y sus fases de Clasificación. (5) Sólo se incluyen partidos contra selecciones nacionales. |       |                |                |                |         |         |         |               |               |               |       |       |        |                 |  |

#### Participaciones en Mundiales
| Competición     | Categoría | Sede     | Resultado       | Partidos | Goles |
| --------------- | --------- | -------- | --------------- | -------- | ----- |
| Mundial de 2024 | Sub-20    | Colombia | Cuartofinalista | 5        | 1     |
| Total           | –         | –        | –               | 5        | 1     |

#### Participaciones en Eurocopas
| Competición         | Categoría | Sede            | Resultado | Partidos | Goles |
| ------------------- | --------- | --------------- | --------- | -------- | ----- |
| Europeo Sub-19 2022 | Sub-19    | República Checa | Campeona  | 3        | 2     |
| Europeo Sub-19 2023 | Sub-19    | Bélgica         | Campeona  | 5        | 2     |
| Total               | –         | –               | –         | 8        | 4     |

## Palmarés

### Campeonatos internacionales
| Título         | Equipo              | Sede            | Año  |
| -------------- | ------------------- | --------------- | ---- |
| Europeo Sub-19 | Selección de España | República Checa | 2022 |
| Europeo Sub-19 | Selección de España | Bélgica         | 2023 |

### Campeonatos nacionales
| Título           | Club               | País   | Año     |
| ---------------- | ------------------ | ------ | ------- |
| Copa de la Reina | Atlético de Madrid | España | 2022-23 |

### Distinciones individuales
| Distinción                                             | Año  |
| ------------------------------------------------------ | ---- |
| Mejor deportista en progresión de Córdoba              | 2022 |
| Mejor jugadora del mes de abril del Atlético de Madrid | 2023 |